# Гедіке Олександр Федорович
Олександр Федорович Гедіке (20 лютого (4 березня) 1877, Москва — 9 липня 1957, Москва) — російський композитор, органіст, піаніст, педагог, засновник радянської органної школи. Народний артист РРФСР (1946). Лауреат Сталінської премії першого ступеня (1948).

## Біографія
Народився в німецькій сім'ї. Дід Гедіке, Карл Андрійович, відомий у Москві педагог, служив також органістом московської католицької церкви Святого Людовіка Французького, батько, Федір Карлович, працював там же і викладав у Московській консерваторії, двоюрідним братом Гедіке був композитор Н. К. Метнер.
У 1898 Олександр Гедіке закінчив Московську консерваторію, де навчався у П. А. Пабста та В. І. Сафонова по класу фортепіано, у А. С. Аренського, Н. М. Ладухіна та Г. Е. Конюса по теорії музики та композиції.
В 1900 брав участь у Третьому Рубінштейнівському конкурсі в Відні як піаніст і як композитор, у композиторській номінації був удостоєний першої премії за Концертштюк для фортепіано з оркестром.
З 1909 був професором Московської консерваторії по класу фортепіано, з 1919 — завідував кафедрою камерного ансамблю. У 1923 очолив клас органа (грі на якому навчався з дитинства під керівництвом батька) і дав свій перший сольний концерт на інструменті Великого залу Консерваторії. Серед його учнів-органістів — Н. Я. Вигодський, М. Л. Старокадомський, Л. І. Ройзман, С. Л. Діжур, Г. Я. Гродберг, І. Д. Вейс.
У репертуарі Гедике були всі органні твори І. С. Баха, а також власні перекладення для органа фрагментів з опер, симфонічних та фортепіанних творів.
Стиль Гедіке-композитора перебуває під впливом органної культури та відзначений серйозністю та монументальністю, ясністю форми, майстерним володінням поліфонічним письмом. Водночас Гедіке — спадкоємець традицій російської класичної школи. Він є автором чотирьох опер, кантат, безлічі симфонічних, фортепіанних та органних творів, концертів та камерних творів для духових інструментів, романсів та обробок російських народних пісень.
Похований у Москві на Введенському кладовищі.

## Нагороди та премії
- Народний артист РРФСР (1946).
- Сталінська премія першого ступеня (1948) — за концертно-виконавську діяльність.